# Keizer Otto I de Grote
Otto I de Grote (Wallhausen (Saksen-Anhalt), 23 november 912 - Memleben, 7 mei 973), zoon van Hendrik de Vogelaar en Mathilde van Ringelheim, was hertog van Saksen, koning van Duitsland, koning van Italië, en "de eerste van de Duitse vorsten die keizer van Italië werd genoemd" volgens Arnulf van Milaan. Nadat Karel de Grote in 800 tot keizer werd gekroond, werd zijn rijk in de 9e eeuw onder zijn kleinzonen verdeeld en was de keizerlijke titel, na de moord op Berengarius I van Friuli in 924, bijna veertig jaar vacant, voordat Otto de Grote op 2 februari 962 tot keizer werd gekroond van wat later het Heilige Roomse Rijk zou worden genoemd. Hij stamde uit het geslacht van de Liudolfingen, meestal Ottonen genoemd.

## Eerste jaren van zijn bewind, opstanden van de hertogen
In 929 trad Otto in het huwelijk met de Engelse prinses Editha van Wessex, de halfzuster van de Angelsaksische koning Æthelstan. Bij deze gelegenheid schonk hij haar Maagdenburg als morgengave (bruidsschat). In 936 volgde Otto zijn vader op als koning van de Duitsers en hertog van Saksen.

### Kroning
Hij regelde dat zijn kroning gehouden werd in Aken, de voormalige hoofdstad van Karel de Grote. Daar werd hij op 7 augustus van dat jaar door aartsbisschop Hildebert van Mainz, de primaat van de Duitse kerk, tot koning gekroond in de Aula Regia van het Akense koningspalts. Volgens de Saksische historicus Widukind van Corvey werd hij op zijn kroningsbanket bediend door de vier andere hertogen van het rijk: de hertogen van Franken, Zwaben, Beieren en Lotharingen. Arnulf I van Beieren trad op als maarschalk (of opperstalmeester), Herman I van Zwaben als hoofdschenker, Everhard III van Franken als logistiek hoofd van de huishouding (of seneschalk), en Giselbert II van Maasgouw als kamerheer.

### Ambitie
Vanaf het begin van zijn regeerperiode positioneerde hij zich als de opvolger van Karel de Grote, wiens directe lijn van opvolgers in Oost-Frankenland in 911 was uitgestorven. De Duitse kerk, met zijn machtige bisschoppen en abten, stond achter hem. Vanuit zijn machtspositie slaagde Otto er in de kerk voor zijn eigen agenda in te zetten. Hij gebruikte deze enige verenigende institutie in de Duitse landen om een instelling van theocratische keizerlijke macht te vestigen. De kerk bood rijkdom, militaire mankracht en haar monopolie in geletterdheid. In ruil bood de keizer de kerk bescherming tegen de edelen, de belofte van dotaties, en een weg naar de macht als zijn ministerialen.
De politiek van Otto was een radicale breuk met de politiek van zijn vader die zich naar de hertogen toe altijd als eerste onder zijn gelijken had opgesteld. Otto behandelde de hertogen duidelijk als zijn ondergeschikten. Otto maakte nog meer vijanden door het erfdeel van zijn halfbroer Thankmar en zijn broer Hendrik sterk te reduceren. Ook passeerde hij de zonen van de hoge Saksische adel bij benoemingen, ten gunste van zijn medestanders.

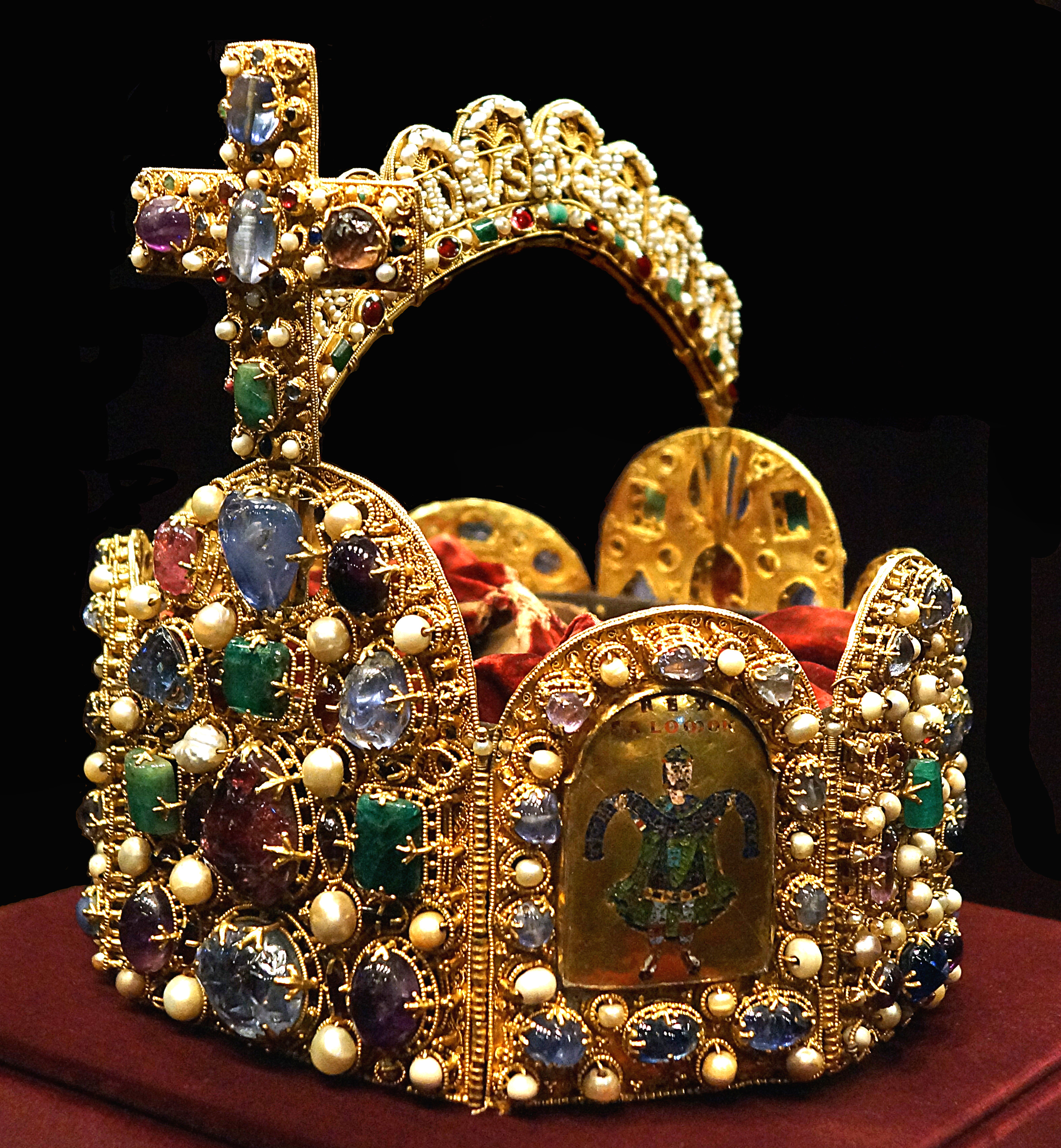
Keizerskroon voor Otto de Grote in de schatkamer van de Hofburg

Otto had een grote meevaller toen in 938 in Rammelsberg in Saksen een rijke zilverader werd ontdekt. De opbrengsten stelden Otto in staat om tijdens zijn regeerperiode zijn militaire activiteiten te financieren; de vondst was zelfs zo groot dat een groot deel van het in Europa gebruikte zilver, koper en lood zo'n tweehonderd jaar uit Saksen kwam.

### Opstanden
Na de dood van Siegfried, graaf van Merseburg, 937, maakte Thankmar aanspraak op Merseburg. Otto benoemde echter Gero, de broer van de gestorven Siegfried, als de nieuwe graaf van Merseburg.
Na de dood van Arnulf I van Beieren in 938, weigerde zijn zoon Everhard om Otto hulde te betuigen omdat die hem niet wilde toestaan zelf bisschoppen te benoemen - een recht dat Arnulf wel had gehad. Otto reageerde met twee campagnes in 938, tijdens de lente en de herfst, versloeg Everhard en verbande hem. Berthold I van Beieren, de broer van Arnulf, voorheen hertog van Karinthië werd de nieuwe hertog van Beieren. Berthold zag niet alleen af van het recht op de benoeming van bisschoppen maar gaf ook het gebruiksrecht van de koningsgoederen in Beieren op, dat Arnulf wel had gehad.
In datzelfde jaar kreeg Otto een conflict met Everhard III van Franken over diens juridische bevoegdheden. Everhard sloot een verbond met Thankmar en aantal ontevreden Saksische edelen onder leiding van Wichman de oude. Zij begonnen een opstand met als doel om Thankmar tot koning uit te roepen. De opstandelingen veroverden Belecke en namen daar Otto's broer Hendrik gevangen. Daarna veroverden ze de historisch betekenisvolle Eresburg (nu in de stad Marsberg). Otto stuurde een groot leger naar de Eresburg en de aanblik van deze overmacht was voor de opstandelingen reden om zich over te geven. Thankmar vluchtte in de kerk en deed bij het altaar een beroep op de bescherming die vluchtelingen traditioneel in de kerk hadden. Desondanks werd hij ter plekke gedood, wat in de middeleeuwen als een heiligschennis werd gezien. De Saksische edelen verzoenden zich met Otto en Everhard werd kort gevangengezet maar daarna weer vrijgelaten.
Direct na zijn vrijlating begon Everhard een nieuwe samenzwering, nu met Hendrik en Giselbert, de hertog van Lotharingen. Doel was nu om Hendrik tot koning uit te roepen. In 939 huldigde Giselbert Lodewijk IV van Frankrijk, in de hoop zijn steun te krijgen tegen Otto I.
Hendrik veroverde Merseburg, waarna hij opmarcheerde om zich in Lotharingen bij Giselbert aan te sluiten. Otto versloeg de opstandelingen echter bij Xanten. Hij belegerde ze vervolgens in het kasteel van Chevremont in de buurt van Luik. Hij was gedwongen om dit beleg af te breken om op te trekken tegen Lodewijk IV van Frankrijk, die intussen Verdun had bezet. Otto dreef Lodewijk terug naar zijn hoofdstad Laon. Otto belegerde vervolgens Everhard in het fort van Breisach am Rhein. Gedurende deze tijd sloot Frederik, aartsbisschop van Mainz, zich aan bij Hendrik en Giselbert in hun strijd tegen Otto. Giselbert en Everhard trokken plunderend rond door de bezittingen van aanhangers van Otto. Een leger, onder leiding van Konrad Kurzbold, de graaf van Nederlahngouw, en zijn neef Udo, graaf van de Wetterau en de Rijngouw, ontmoette het leger van de opstandige hertogen in de slag bij Andernach. Everhard werd in de strijd gedood en Giselbert verdronk in de Rijn. Hiermee was de strijd verlopen. Otto steunde Hugo de Grote en zijn bondgenoten in hun conflicten met Lodewijk IV. Hendrik werd door Otto tot hertog van Lotharingen benoemd maar moest die positie in 941 opgeven omdat hij niet in staat was zijn gezag als hertog te doen gelden. Hendrik zocht direct weer contact met mogelijke opstandelingen maar Otto en Hendrik verzoenden zich met elkaar dankzij de inspanningen van hun moeder, Mathilde van Ringelheim. Mathilde en Otto verzoenden zich ook met elkaar, Mathilde had namelijk steeds de zaak van Hendrik gesteund. Het volgende jaar trok Otto zich door bemiddeling van zijn zuster Gerberga van Saksen uit Frankrijk terug en erkende Lodewijk zijn heerschappij over Lotharingen.

### Controle
Om verdere opstanden te voorkomen, arrangeerde Otto het zo dat alle belangrijke hertogdommen binnen het Duitse rijk in handen kwamen van naaste familieleden. Het vacante hertogdom Franken behield hij als een leengoed, terwijl hij het hertogdom Lotharingen in 944 aan Koenraad de Rode, een neef van Koenraad I van Franken, toewees, die later zou trouwen met zijn dochter Liutgard. In 947, na de dood van Hertog Berthold, gaf hij het hertogdom Beieren in leen aan zijn broer Hendrik. Ondertussen arrangeerde hij voor zijn zoon Liudolf een huwelijk met Ida, de dochter van hertog Herman I van Zwaben. Het paar erfde het hertogdom na de dood van Herman I van Zwaben in 947. In 946 benoemde Otto Liudolf tot zijn opvolger.

### Buitenlandse politiek
In 937 vestigde Otto een protectoraat over het koninkrijk Opper-Bourgondië en liet de minderjarige koning Koenraad van Bourgondië aan zijn hof verblijven.
De verhouding met West-Francië werd bepaald door de rol van koning Lodewijk in de opstand van 939. Na de dood van hertog Giselbert had Lodewijk bovendien diens weduwe Gerberga getrouwd, Otto's zuster. Dit was zeer tegen de zin van Otto die haar aan Berthold van Beieren had willen uithuwelijken. Daarnaast was Otto's zuster Hedwig met Hugo de Grote getrouwd. Nadat Lodewijk zich onder druk van Otto uit Lotharingen had moeten terugtrekken, viel Otto diens koninkrijk binnen. Hugo de Grote, Herbert II van Vermandois en hun aanhangers, erkenden Otto als koning. Door bemiddeling van Gerberga werd in 942 te Wezet echter een vrede gesloten waarbij Lodewijk zijn aanspraken op Lotharingen opgaf. In 945 kwam Otto Lodewijk te hulp, die door de Normandiërs gevangen was genomen en veroverde Reims voor Lodewijk. De belegering van Rouen was echter een grote mislukking. In 948 was hij gastheer van de synode van Ingelheim die tot doel had om de twisten tussen Lodewijk en Hugo te beslechten.
De dood van Hendrik de Vogelaar was voor de Slavische stammen een signaal om tegen de keizerlijke macht in opstand te komen. In 936 kwamen de Redarii in opstand, maar deze opstand werd neergeslagen door Herman Billung. In 937 voerden de Mayaren raids in Saksen uit, maar Otto wist deze af te slaan. Toen Otto in oorlog was met zijn vazallen, gebruikten de Magyaren deze gelegenheid voor nieuwe invallen in Duitsland, maar dit moesten zij met twee bloedige nederlagen in de Harz bekopen, eerst in de buurt van Stetternburg en daarna in de Drömling. In 944 vielen de Magyaren het rijk opnieuw binnen, maar nu werden zij in Karinthië door hertog Berthold verslagen. In 950 versloeg Hendrik I van Beieren de Magyaren toen deze Beieren binnenvielen. In 950 leidde Otto een expeditie naar Bohemen, waar hij als opperheerser werd erkend door hertog Boleslav I van Bohemen.

## Italië, opstand van Liudolf, overwinning op de Hongaren

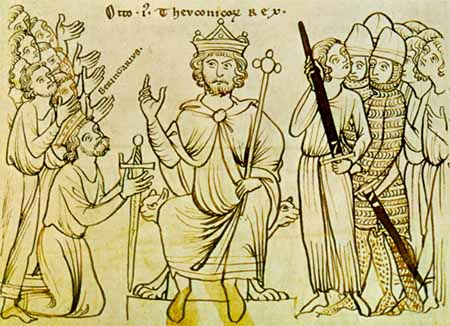
Manuscript voorstelling (ca. 1200) van Otto I die de overgave van Berengarius van Ivrea aanvaardt; de kop luidt Otto I Theutonicorum rex ("Otto de Eerste, koning van de Duitsers").

Al in 945 had Otto de machtige Italiaanse edelman Berengarius van Ivrea onderdak geboden toen zijn leven werd bedreigd door koning Hugo van Arles. Otto had Berengar gesteund om met een leger Italië binnen te vallen en de macht te grijpen, hoewel Hugo's zoon Lotharius van Arles formeel de koning was.
Bij de dood van Lotharius in 950, mogelijk door vergiftiging, riep Berengarius zichzelf uit tot koning. Hij probeerde om Adelheid, de weduwe van Lotharius, te laten trouwen met zijn zoon Adalbert om zo eigen positie en later die van zijn zoon, te legitimeren. Adelheid slaagde er echter in naar Canossa te vluchten en verzocht Duitse hulp. Om te profiteren van de situatie vielen Luidolf en Hendrik, onafhankelijk van elkaar, Noord-Italië binnen. Doordat ze vooral elkaar tegenwerkten, lukte het niet om Berengarius te onderwerpen. In 951 kwam Otto zelf naar Italië. Hij ontving het eerbetoon van de Italiaanse adel, nam de titel "Koning van de Lombarden" aan en liet zich, na een succesvolle belegering van Pavia, in navolging van Karel de Grote kronen tot 'koning van de Franken en Longobarden'. Liudolf voelde zich gebruuskeerd door het optreden van zijn vader en was toen al boos naar huis teruggekeerd. Ondertussen had Koenraad de Rode succesvol onderhandelingen gevoerd met Berengarius, die in 952 met zijn zoon Adalbert aan Otto een eed van trouw aflegde. Otto stond (volgens de overeenkomst) Berengarius toe om Italië als zijn vazal te regeren maar dwong hem wel om het strategische Verona en Aquileia af te staan. Dit verzekerde Otto van een veilige toegang tot de Povlakte. Maar deze bepaling maakte geen deel uit van de overeenkomst die door Koenraad was onderhandeld. En ook Koenraad was nu diep beledigd door Otto. In oktober 951 trouwde Otto (inmiddels al vijf jaar weduwnaar) in Pavia met Adelheid.
Nadat Adelheid hem een zoon had gebaard, vreesde Liudolf voor zijn positie als erfgenaam van Otto. In 953 kwam hij samen met Koenraad de Rode en Frederik, de aartsbisschop van Mainz in opstand. De bisschop was uit Otto's gunst omdat het hem niet gelukt was om Otto tot keizer te laten kronen. Otto wist snel Lotharingen te onderwerpen en benoemde zijn broer Bruno tot hertog, die al aartsbisschop van Keulen en aartskanselier en aartskapelaan van Otto was. Otto leed echter grote verliezen bij zijn aanvallen op Mainz en Regensburg. Koenraad en Liudolf maakten daarop echter een beslissende fout door een bondgenootschap aan te gaan met de Magyaren. Uitgebreide Magyaarse invallen in Zuid-Duitsland in 954 dwongen de Duitse edelen zich te herenigen. Op de Rijksdag van Arnstadt werden Koenraad en Liudolf ontdaan van hun titels en werd het gezag van Otto I hersteld. Koenraad en de bisschop van Mainz onderwierpen zich op de rijksdag aan Otto, en werden vergeven. Liudolf gaf het uitgehongerde Regensburg op in ruil voor een vrije aftocht. Korte tijd later onderwierp ook hij zich aan Otto, en werd door hem vergeven.
Toen de opstand was onderdrukt, was Otto in staat om op 10 augustus 955 de Magyaren bij de Lechveld een beslissende nederlaag toe te brengen. Na deze nederlaag waren de Magyaren niet meer in staat tot invallen in Beieren en Saksen. Twee maanden later, op 16 oktober 955, versloeg Herman Billung, Otto's plaatsvervanger in Saksen, de Obodriten die de opstand van Liudolf hadden ondersteund.
Otto's positie in Duitsland stond na de slag op het Lechveld niet meer ter discussie.

## Onderwerping Italië, kroning tot keizer

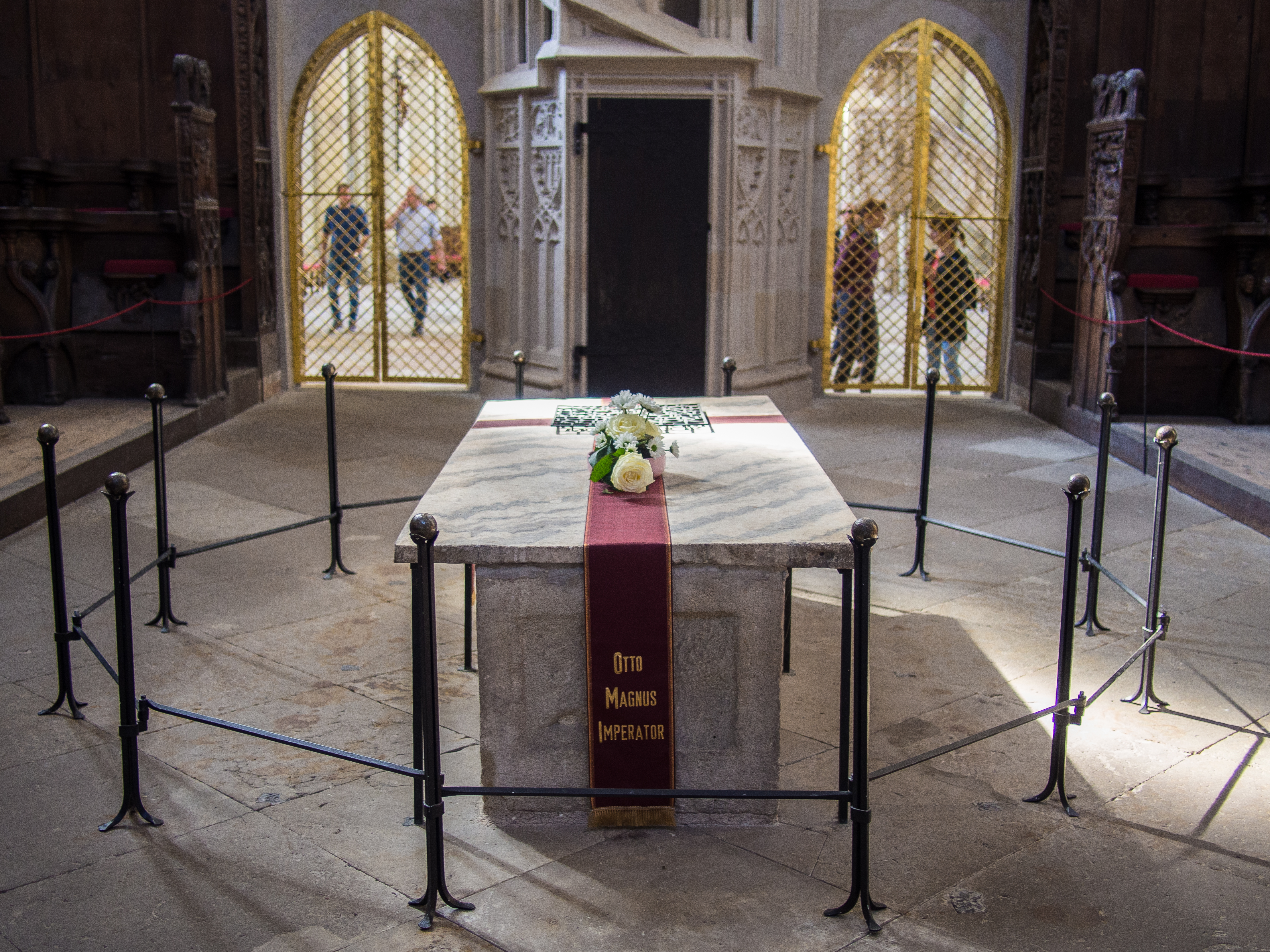
Het graf van keizer Otto I in het midden van de Dom van Maagdenburg

Ondertussen had Berengarius gebruikgemaakt van Otto's problemen in Duitsland om zich steeds onafhankelijker op te stellen. Ook had hij Verona en Aquileia weer bezet. Toen Berengarius in 960 het noorden van de Kerkelijke Staat bezette, vroeg paus Johannes XII Otto om hulp. Otto benoemde zijn jonge zoon Otto tot medekoning en vertrok naar Italië. Op 2 februari 962 werd hij in Rome, wederom naar voorbeeld van Karel de Grote, door de paus tot keizer gekroond. Zie Translatio imperii. Elf dagen later ratificeerden de paus en de keizer het Diploma Ottonianum, ook genoemd Privilegium Ottonianum, waarin tussen Otto I en Paus Johannes XII de Pepijnse Schenking werd bekrachtigd, de keizer zich borg stelde voor de onafhankelijkheid van de Pauselijke Staat en zelfs de verplichting van de paus tot een eed van trouw aan de keizer werd vastgelegd. Dit was de eerste daadwerkelijke garantie van een dergelijke bescherming sinds het Karolingische Rijk. Nadat Otto Rome had verlaten, heroverde hij de kerkelijke staat op Berengarius. Berengarius en zijn vrouw werden verbannen naar Duitsland. Paus Johannes werd echter bang van de macht van de keizer en stuurde gezanten naar de Magyaren en het Byzantijnse Rijk om een liga tegen Otto te vormen. In november 963 keerde Otto naar Rome terug en riep een synode van bisschoppen bijeen die Johannes afzette op beschuldiging van afvalligheid, moord, woordbreuk en incest. Vervolgens werd Leo VIII, op dat moment nog een leek, tot paus gekozen. Toen de keizer Rome verliet, brak er in de stad een burgeroorlog uit tussen aanhangers van de keizer en aanhangers van de afgezette paus Johannes. Paus Johannes kwam na hevige strijd weer aan de macht en excommuniceerde degenen die hem hadden afgezet, waardoor hij Otto dwong om in juli 964 voor de derde keer terug te keren naar Rome om nu paus Benedictus V te onttronen (paus Johannes was twee maanden eerder gestorven). Bij deze gelegenheid dwong Otto de burgers van Rome een belofte af om geen paus te kiezen zonder keizerlijke goedkeuring.
In 966 was Otto korte tijd in Duitsland en werd door Mieszko I van Polen als koning gehuldigd. Daarna keerde hij weer terug naar Italië om af te rekenen met Berengarius' zoon Adelbert. In 967 gaf hij het hertogdom Spoleto aan Pandulf IJzerhoofd, prins van Benevento en Capua, een machtig bondgenoot in Zuid-Italië. In het volgende jaar (968) liet Otto Bari belegeren onder leiding van Pandulf, maar die werd in de slag van Bovino gevangengenomen door de Byzantijnen. Otto begon daarop vredesonderhandelingen met het Byzantijnse Rijk en probeerde een huwelijk te arrangeren tussen zijn zoon Otto en een Byzantijnse prinses. In 972 erkende de Byzantijnse keizer Johannes I Tzimiskes Otto's keizerlijke titel en stemde hij in met een voorgenomen huwelijk tussen Otto II en de jonge Byzantijnse prinses Theophanu, waarbij de schitterende Huwelijksoorkonde van keizerin Theophanu werd opgesteld. Pandulf werd vrijgelaten uit gevangenschap.
Otto stierf op 7 mei 973 in Memleben. Zijn zoon Otto werd zijn opvolger. De keizer ligt, samen met zijn eerste vrouw, Edith van Wessex, begraven in de dom van Maagdenburg die ze samen hadden gesticht.

## Ottoonse stelsel

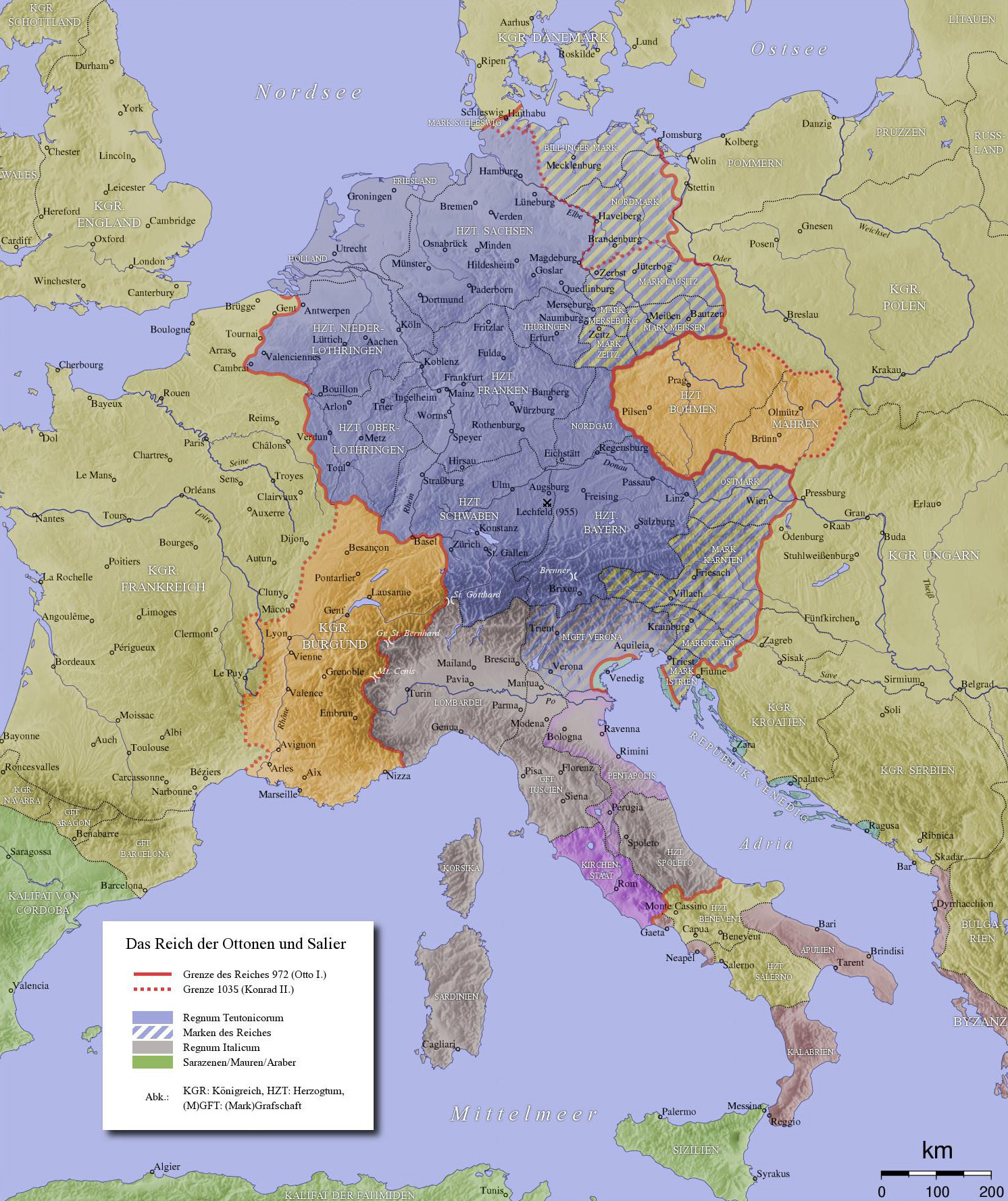
Het Heilig Romeinse Rijk bij Otto's dood.
(M)GFT. = (mark-)graafschap
HZT. = hertogdom
KGR. = koninkrijk

Als een belangrijk element van zijn binnenlands beleid streefde Otto naar een versterking van de macht van de kerkelijke autoriteiten, voornamelijk bisschoppen en abten, dit ten koste van de seculiere adel die zijn eigen macht bedreigde. Hij kon op die manier voorkomen dat deze laatsten hun territorium of rechten als erfelijk gingen beschouwen en eigen dynastieën stichten. Om de krachten, die de Kerk vertegenwoordigde, te controleren, maakte Otto consistent gebruik van drie instituties. Een daarvan was het koninklijke investituurrecht van bisschoppen en abten met de symbolen van hun macht, zowel geestelijk, aangezien Otto de gezalfde koning van de Duitsers was, als wereldlijk, aangezien Otto de gehoorzaamheid van zijn bisschoppen en abten als vazallen afdwong door middel van een commendatie ceremonie. "Onder deze omstandigheden was kerkelijke uitverkiezing in het Ottoonse Rijk niet meer dan een formaliteit. De koning vulde de rangen van het episcopaat aan met leden uit zijn eigen familie en met loyale ouder wordende kanselarijklerken. Deze laatsten werden ook vaak benoemd tot abt van de grote kloosters" (Cantor, 1994, blz. 213). De tweede instelling was steviger verankerd in de Ottoonse gebieden, de eigen kerken (Eigenkirchen; in de Engelse wet het recht van "advowson"). In het Duitse recht was elk gebouw dat op eigendomsgrond stond van een heer, automatisch ook eigendom van die heer, dit tenzij deze rechten specifiek in een akte zodanig waren beschreven dat duidelijk was dat de kerk niet bij de grond hoorde. Otto en zijn kanselarij opereerden agressief om de eigendomsrechten over vele landelijke kerken en abdijen te verkrijgen. Het derde instrument van de Ottoonse macht was het systeem van de advocatus (Duits Vogt). De advocatus was een wereldlijk manager van kerkelijke landgoederen, die recht had op een bepaald aandeel in de landbouwproductie en in de andere opbrengsten. Ook was hij verantwoordelijk voor de veiligheid en de goede orde. In tegenstelling tot graafschappen, die de neiging hadden om snel erfelijk te worden, voerde de Vogt de functies uit van een West-Frankische baljuw. Hij behield zijn positie alleen als hij in de gunst bleef bij de keizer.
Otto begiftigde de bisdommen en abdijen met grote stukken land, waarover seculiere autoriteiten geen belastingen konden heffen en geen juridische bevoegdheid hadden. In een extreem voorbeeld benoemde Otto zijn broer Bruno - op dat moment reeds aartsbisschop van Keulen - tot de nieuwe hertog van Lotharingen, nadat Koenraad de Rode zijn hertogelijke titel in Lotharingen was ontnomen. In de landen die Otto aan zijn oostelijke grenzen veroverde op de Wenden en andere Slavische volkeren stichtte Otto de Grote verschillende nieuwe bisdommen.
Omdat Otto bisschoppen en abten persoonlijk benoemde, versterkten deze hervormingen zijn centrale gezag, en functioneerden de bovenste rangen van de Duitse kerk in sommige opzichten als een arm van de keizerlijke bureaucratie. Conflicten over benoemingen van deze machtige bisschoppen tussen Otto's opvolgers en de groeiende macht van het pausdom tijdens de Gregoriaanse hervormingen zouden uiteindelijk tot het beroemde conflict over de Investituurstrijd leiden en in het Duitsland van de 11e eeuw tot de ondergang van de centrale autoriteit leiden.

## Ottoonse renaissance
De beperkte Renaissance van kunst en architectuur was afhankelijk van de hofpatronage van Otto en zijn directe opvolgers. De "Ottoonse Renaissance" was manifest in sommige nieuw leven ingeblazen kathedralen en kathedraalscholen, zoals die van Bruno, aartsbisschop van Keulen, en in de productie van verluchte handschriften, de belangrijkste kunstvorm van deze tijd. De meeste van de verluchte handschriften kwamen van een handvol elitaire scriptoria, zoals die van de in 936 opgerichte abdij van Quedlinburg. De keizerlijke abdijen en het keizerlijke hof werden onder leiding van de vrouwen van de koninklijke familie centra van religieus en spiritueel leven. Gechoqueerd door de erbarmelijke staat van de liturgie in Rome, gaf Otto opdracht het allereerste Pauselijke Boek, een liturgisch boek, samen te stellen. Dit boek bevatte zowel gebeden als rituele instructies. Deze compilatie van het Romeins-Germaanse pontificaal, zoals het nu wordt genoemd, stond onder supervisie van aartsbisschop Willem van Mainz - een bastaardzoon van Otto.

## Voorouders en kinderen
Otto was door zijn vader verwant aan de hoge Duitse en Italiaanse adel (hij was bijvoorbeeld in de zevende graad verwant aan Berengarius van Ivrea). Zijn moeder kwam uit een zeer rijk geslacht van Saksische adel.
|  |                                                 |  |  |  |  |  |  |  |  |  |  |  |  |  |  |  |
|  | 8. Liudolf van Saksen                           |  |  |  |  |  |  |  |  |  |  |  |  |  |  |  |
|  |                                                 |  |  |  |  |  |  |  |  |  |  |  |  |  |  |  |
|  |                                                 |  |  |  |  |  |  |  |  |  |  |  |  |  |  |  |
|  | 4. Otto I van Saksen                            |  |  |  |  |  |  |  |  |  |  |  |  |  |  |  |
|  |                                                 |  |  |  |  |  |  |  |  |  |  |  |  |  |  |  |
|  |                                                 |  |  |  |  |  |  |  |  |  |  |  |  |  |  |  |
|  | 9. Oda Billung                                  |  |  |  |  |  |  |  |  |  |  |  |  |  |  |  |
|  |                                                 |  |  |  |  |  |  |  |  |  |  |  |  |  |  |  |
|  |                                                 |  |  |  |  |  |  |  |  |  |  |  |  |  |  |  |
|  | 2. Hendrik de Vogelaar                          |  |  |  |  |  |  |  |  |  |  |  |  |  |  |  |
|  |                                                 |  |  |  |  |  |  |  |  |  |  |  |  |  |  |  |
|  |                                                 |  |  |  |  |  |  |  |  |  |  |  |  |  |  |  |
|  | 10. Hendrik van Babenberg                       |  |  |  |  |  |  |  |  |  |  |  |  |  |  |  |
|  |                                                 |  |  |  |  |  |  |  |  |  |  |  |  |  |  |  |
|  |                                                 |  |  |  |  |  |  |  |  |  |  |  |  |  |  |  |
|  | 5. Hedwig van Babenberg                         |  |  |  |  |  |  |  |  |  |  |  |  |  |  |  |
|  |                                                 |  |  |  |  |  |  |  |  |  |  |  |  |  |  |  |
|  |                                                 |  |  |  |  |  |  |  |  |  |  |  |  |  |  |  |
|  | 11. Ingeltrude van Friuli                       |  |  |  |  |  |  |  |  |  |  |  |  |  |  |  |
|  |                                                 |  |  |  |  |  |  |  |  |  |  |  |  |  |  |  |
|  |                                                 |  |  |  |  |  |  |  |  |  |  |  |  |  |  |  |
|  | 1. Otto I de Grote                              |  |  |  |  |  |  |  |  |  |  |  |  |  |  |  |
|  |                                                 |  |  |  |  |  |  |  |  |  |  |  |  |  |  |  |
|  |                                                 |  |  |  |  |  |  |  |  |  |  |  |  |  |  |  |
|  | 12.                                             |  |  |  |  |  |  |  |  |  |  |  |  |  |  |  |
|  |                                                 |  |  |  |  |  |  |  |  |  |  |  |  |  |  |  |
|  |                                                 |  |  |  |  |  |  |  |  |  |  |  |  |  |  |  |
|  | 6. Diederik van Ringelheim, graaf van Westfalen |  |  |  |  |  |  |  |  |  |  |  |  |  |  |  |
|  |                                                 |  |  |  |  |  |  |  |  |  |  |  |  |  |  |  |
|  |                                                 |  |  |  |  |  |  |  |  |  |  |  |  |  |  |  |
|  | 13.                                             |  |  |  |  |  |  |  |  |  |  |  |  |  |  |  |
|  |                                                 |  |  |  |  |  |  |  |  |  |  |  |  |  |  |  |
|  |                                                 |  |  |  |  |  |  |  |  |  |  |  |  |  |  |  |
|  | 3. Mathilde van Ringelheim                      |  |  |  |  |  |  |  |  |  |  |  |  |  |  |  |
|  |                                                 |  |  |  |  |  |  |  |  |  |  |  |  |  |  |  |
|  |                                                 |  |  |  |  |  |  |  |  |  |  |  |  |  |  |  |
|  | 14.                                             |  |  |  |  |  |  |  |  |  |  |  |  |  |  |  |
|  |                                                 |  |  |  |  |  |  |  |  |  |  |  |  |  |  |  |
|  |                                                 |  |  |  |  |  |  |  |  |  |  |  |  |  |  |  |
|  | 7. Reginhilde, gravin van Ringelheim            |  |  |  |  |  |  |  |  |  |  |  |  |  |  |  |
|  |                                                 |  |  |  |  |  |  |  |  |  |  |  |  |  |  |  |
|  |                                                 |  |  |  |  |  |  |  |  |  |  |  |  |  |  |  |
|  | 15.                                             |  |  |  |  |  |  |  |  |  |  |  |  |  |  |  |
|  |                                                 |  |  |  |  |  |  |  |  |  |  |  |  |  |  |  |
|  |                                                 |  |  |  |  |  |  |  |  |  |  |  |  |  |  |  |

Otto kreeg uit zijn eerste huwelijk met Edith de volgende kinderen:
- Liutgard (931 - 18 november 953), gehuwd met hertog Koenraad de Rode
- Liudolf van Zwaben (930-957).

Otto kreeg uit zijn tweede huwelijk met Adelheid de volgende kinderen:
- Hendrik (952/953 - ca. 954)
- Bruno (953/954 - 8 september 957)
- Mathilde (954–999) – abdis van Quedlinburg van 966 tot haar dood
- Otto II
- vermoedelijk Richlinde, (- na 1 november 1007), gehuwd met Koenraad I van Zwaben

Uit een buitenechtelijke relatie met een Slavische edelvrouw:
- Willem (929 - Rottleberode, 2 maart 968), aartsbisschop van Mainz vanaf 954, begraven in de Sint Albanuskerk bij Mainz